# Unternehmenskonzentration
Die Unternehmenskonzentration ist in der Wirtschaft die Tendenz zur Monopolisierung von Unternehmen.
In der Wirtschaft allgemein sind die Konzentration von Einkommen, Standorten, Steuerlasten, Vermögen, Verfügungsmacht oder von Anbietern und Nachfragern auf Märkten relevant. Sinkt die Anzahl der Anbieter oder Nachfrager, so ist dies ein Anzeichen für eine Unternehmenskonzentration. In der Handelswissenschaft wird Konzentration als „die Vergrößerung und die Zusammenballung von Marktanteilen in einer Hand“ definiert, was relativ unscharf ist und sie als für den Handel ungeeignet erscheinen lässt.

## Arten
John M. Blair unterscheidet horizontale, vertikale, laterale, konglomerate und aggregierte Marktkonzentration (englisch market concentration).
- Horizontale Konzentration ist demnach der Zusammenschluss von Unternehmen auf gleicher Fertigungsstufe im gleichen Markt, beispielsweise mehrere Handelsunternehmen der gleichen Handelsstufe. Ziele sind Kostensenkung, Kostendegression oder Synergien.
- Vertikale Konzentration geschieht durch Vorwärts- oder Rückwärtsintegration auf vor- oder nachgelagerten Märkten, wenn etwa ein Automobilhersteller einen seiner Zulieferer kauft. Ziele sind geringere Transaktionskosten und Bezugskosten sowie Erhöhung der Fertigungstiefe.
- Laterale Konzentration findet zwischen Unternehmen verschiedener Fertigungs- oder Wirtschaftsstufen und Wirtschaftszweigen statt, wodurch ein Mischkonzern entsteht. Sie liegt beispielsweise vor, wenn ein Automobilhersteller eine Bank kauft. Ziele können Verbundeffekte oder Risikostreuung sein.

Alle übrigen Konzentrationsformen werden konglomerat bezeichnet. Aggregierte Konzentration als Marktmacht durch Betriebsgröße schließlich ist das Resultat fortschreitender horizontaler, vertikaler und/oder konglomerater Konzentration.
Eine weitere Unterscheidung gibt es zwischen absoluter und relativer Unternehmenskonzentration:
- Die absolute Konzentration sagt aus, welche prozentualen Anteile beispielsweise an den gesamten Umsatzerlösen eines Marktes auf einzelne Unternehmen entfallen;
- die relative Konzentration ist die Ungleichverteilung der prozentualen Anteile am Umsatz auf sämtliche Unternehmen.

Ein Prozess der Unternehmenskonzentration liegt vor, wenn die Zahl der Unternehmen auf einem Markt kleiner wird (absolute Konzentration) oder sich bei gleicher Unternehmenszahl die Marktanteile zu Gunsten der größten Unternehmen verschieben (relative Konzentration) oder beides gleichzeitig auftritt.
Eine absolute Konzentration sagt aus, wie sich die Umsatzerlöse auf ein oder sehr wenige Unternehmen verteilen, eine relative Konzentration ist vorhanden, wenn die Verteilung ungleichmäßig ist. Wie weit dieser Prozess fortgeschritten ist, kann durch das Konzentrationsniveau gemessen werden.
Daraus ergibt sich folgende Kombination.
|                              | keine absolute Konzentration                                                                                                 | absolute Konzentration |
| ---------------------------- | --- | --- |
| keine relative Konzentration | keine absolute Konzentration und keine relative Konzentration: auf 100 Unternehmen entfällt ein Marktanteil von jeweils 1 %  | absolute Konzentration, aber keine relative: auf 4 Unternehmen entfallen Marktanteile von jeweils 25 %                        |
| relative Konzentration       | relative, aber keine absolute Konzentration: bei 100 Unternehmen entfallen auf die 3 größten 40 %, 25 % und 20 % Marktanteil | absolute und relative Konzentration: auf 4 Unternehmen verteilen sich die Marktanteile nach Größe wie 50 %, 40 %, 7 % und 3 % |

Unternehmenskonzentration durch internes Unternehmenswachstum ergibt sich, wenn ein Unternehmen im Markt schneller wächst als seine Mitbewerber, durch externes Wachstum, wenn es Konzerne bildet oder fusioniert.
Konzentration nach dem Wirtschaftsraum kann regional sein (etwa Stahlhersteller oder Werften), national (innerhalb eines Staates) und international (multinationale Unternehmen, strategische Allianzen).

## Kennzahlen
Die Unternehmenskonzentration lässt sich anhand folgender Kennzahlen messen:
| Art                             | Maße    | Bemerkungen |
| ------------------------------- | ------- | --- |
| Hirschmann-Herfindahl-Index     | absolut | Messung aller Unternehmen auf einem Markt |
| Konzentrationsrate              | absolut | Messung der größten Unternehmen auf einem Markt                                                                                                |
| Rosenbluth-Index                | absolut | Rangfolge der Unternehmen auf einem Markt |
| Linda-Index                     | absolut | Aussagen über die Marktstellung der größten Unternehmen auf einem Markt                                                                        |
| Entropie-Maße                   | absolut | je größer der Konzentrationsgrad, desto geringer die Unsicherheit der Anbieter, mit einem zufällig ausgewählten Kunden, ein Geschäft zu machen |
| Lorenz-Kurve                    | relativ | grafische Darstellung der relativen Konzentration                                                                                              |
| Gini-Koeffizient                | relativ | drückt die Lorenz-Kurve in einer Messziffer aus                                                                                                |
| logarithmische Normalverteilung | relativ | der Streuungsparameter errechnet die relativen Abweichungen vom Mittelwert                                                                     |

Keine konzentrationsspezifischen Kennzahlen sind die Entropie-Maße, Lorenz-Kurve und logarithmische Normalverteilung.
Die Konzentrationsrate ist in der Wirtschaftsstatistik eine volkswirtschaftliche Kennzahl, welche die Marktanteile der größten Unternehmen auf einem relevanten Markt wiedergibt.
Die Konzentrationsrate {\displaystyle CR_{n}} besagt, wie viel Prozent einer ökonomischen Größe (Umsatzerlös, verkaufte Zeitungen) die {\displaystyle n} größten Unternehmen auf sich vereinen. Wenn beispielsweise auf einem Markt fünf Unternehmen mit einem gleichen Marktanteil von 20 % agieren, dann gibt die {\displaystyle CR_{2}} für die zwei größten Unternehmen einen Wert von {\displaystyle CR_{2}}
{\displaystyle CR_{2}=0{,}2+0{,}2=0{,}4}
an. In Deutschland wird in Wirtschaftsstatistiken als kleinster Wert {\displaystyle CR_{3}} veröffentlicht.
Insbesondere der Herfindahl-Hirschman-Index (HHI) findet in der kartellrechtlichen Praxis Anwendung. So gilt im US-amerikanischen Rechtsraum ein Markt kartellrechtlich als unkonzentriert, wenn der Index unter 1.500 liegt. In der europäischen Praxis wird von Unbedenklichkeit ausgegangen, wenn der HHI zwischen 1.000 und 2.000 liegt und die Änderung durch einen Zusammenschluss weniger als 250 beträgt oder der Wert über 2.000 liegt aber die Änderung weniger als 150 beträgt.
Bei der Konzentration im Handel ist die Besonderheit zu beachten, dass Handelsunternehmen und Verbundgruppen wegen ihrer typischen Sortimentsbildung nicht auf einem „relevanten“ Produktmarkt tätig sind. Daher müssen zur Konzentrationsmessung im Handel andere Messgrößen als Produktmarkt-Umsätze herangezogen werden, meistens Branchen-Umsätze; in Frage kommen auch Anzahl der Beschäftigten, Gesamtkapital oder Verkaufsfläche der Handelsunternehmen als Merkmale und Betriebe oder Verkaufsstellen (Arbeitsstätten) als Merkmalsträger.
Um gesamtwirtschaftliche Konzentration als Ergebnis disproportionalen Wachstums der betrachteten Unternehmensgesamtheit, das auf vielerlei Einflüssen – vor allem Struktur- und Konjunkturentwicklung sowie das Verhalten aller Marktparteien – beruht, von betriebswirtschaftlich bewusst vorgenommenen Wachstumsentscheidungen und Unternehmensverbindungen (Unternehmenszusammenschluss, Fusion) deutlicher zu unterscheiden, hat Schenk vorgeschlagen, jene als Unternehmenskonzentration und diese als Unternehmungskonzentration zu kennzeichnen.
Die Hauptproblematik der Konzentrationsmessung liegt in der begrenzten Beschaffung oder Eignung von empirischem Datenmaterial. So ist das Homogenitätserfordernis für Merkmalsträger und Merkmale nicht immer leicht, mitunter gar nicht zu erfüllen. Auch unterliegen Konzentrationsmessungen sachlichen, zeitlichen und räumlichen Restriktionen. Lassen sich die jährlichen Marktanteile von Glühlampenproduzenten in einem Staat (und ggf. steigende Konzentrationsraten) einigermaßen genau erfassen, werfen Konzentrationsmessungen im Handel größte Abgrenzungs- und Erhebungsprobleme auf. Beispielsweise setzt es die Messung der Unternehmenskonzentration bei Fachmärkten oder bei Discountern voraus, dass diese sachlich (Möbelfachmärkte? Baustofffachmärkte? Lebensmitteldiscounter? Fotodiscounter?) und räumlich („relevanter Markt“!) genau abgegrenzt und ihre Umsätze statistisch erfasst werden. Da Handelsbetriebe regelmäßig ein gemischtes Sortiment führen und nicht auf homogenen Absatzmärkten, sondern auf vielen Produktmärkten gleichzeitig konkurrieren, sind am Umsatz gemessene „Marktanteile“ praktisch nicht zu ermitteln. Da Handelsbetriebe nach dem statistischen Schwerpunktprinzip nur einer Branche zugerechnet werden, nicht aber einem Betriebstyp, ist auch die isolierte Erfassung der Unternehmenskonzentration eines Betriebstyps praktisch nicht möglich. Schließlich erfasst die Handelsstatistik nur die Umsätze im institutionellen Handel, etwa im Möbel-, Baustoff-, Lebensmittel- oder Fotohandel, nicht jedoch die entsprechenden Umsätze im funktionalen Handel (und im Online-Handel). Bei numerischen und graphischen Konzentrationsdarstellungen erwachsen zudem Probleme daraus, dass bei der absoluten Konzentration, etwa der zehn „Größten“, die übrigen Unternehmen nicht erkennbar sind, und dass bei der relativen Konzentration, etwa dargestellt durch eine Lorenzkurve, die absolute Zahl aller berücksichtigten Unternehmen nicht erkennbar ist.

## Konzentrationsniveau
Dem Konzentrationsniveau können folgende Konzentrationsraten zugeordnet werden, die wiederum über die Marktform entscheiden:.
| Konzentrationsniveau   | Konzentrationsrate              | Bemerkungen                                                                                           |
| ---------------------- | ------------------------------- | --- |
| Perfekter Wettbewerb   | {\displaystyle {\frac {n}{N}}}% | liegt in einer Branche vor, wenn die Konzentrationsrate {\displaystyle CR_{n}={\frac {n}{N}}} beträgt |
| geringe Konzentration  | 0 % – 040 %                     | 0 % bedeutet vollkommener Wettbewerb im Polypol                                                       |
| mittlere Konzentration | 040 % – 070 %                   | typisch für das Oligopol                                                                              |
| hohe Konzentration     | 070 % – 100 %                   | bei 100 % fehlt es am Wettbewerb wegen eines Monopols                                                 |

Eine Konzentrationsanalyse verlangt eine umfassende Marktanalyse, die eine Untersuchung der Marktstruktur, des Marktverhaltens und der Marktentwicklung erfordert. Der Wettbewerb ist umso schwächer, je weniger Marktteilnehmer vorhanden sind (absolute Konzentrationsrate) oder je ungleichmäßiger die Verteilung des Marktvolumens auf die Marktteilnehmer ist (relative Konzentrationsrate). Die Wettbewerbsintensität steigt bei sinkenden Konzentrationsraten und sinkt bei steigenden Konzentrationsraten. Eine geringe Marktkonzentration liegt bei einer Konzentrationsrate zwischen 0 % und 50 % vor, während von einer hohen Marktkonzentration zwischen 80 % und 100 % gesprochen werden kann. Der Wettbewerb nimmt zu bei Wachstumsmarkt und Zukunftsmarkt und nimmt ab bei Marktsättigung und Schrumpfmarkt.
Entsprechend dem Grad der wirtschaftlichen und rechtlichen Selbstständigkeit unterscheidet man zwischen Konzern und Trust. Bei einem Kartell hingegen liegt keine Kapitalverflechtung vor, somit ist dieses keine Konzentrationsform, sondern eine (in vielen Rechtsräumen im Grundsatz verbotene) Kooperationsform.

## Betriebswirtschaftslehre
In der Betriebswirtschaftslehre wird als Unternehmenskonzentration der Prozess der Unternehmenszusammenschlüsse (horizontal, vertikal, lateral) durch Kooperation oder horizontale oder vertikale Integration verstanden. Hierdurch verringert sich die Anzahl der Wettbewerber, und die Verteilung der Marktanteile ändert sich. Hierüber berichtet alle zwei Jahre die Monopolkommission. Eine hohe Unternehmenskonzentration bedeutet zu wenige Anbieter oder Nachfrager, wodurch die Wettbewerbsintensität abnimmt. So gibt es im Oligopol nur wenige Anbieter, so dass sich die Marktanteile auf wenige Anbieter konzentrieren.
Gründe für Unternehmenskonzentrationen sind die Steigerung der Unternehmensgröße mit der Folge verbesserter Skalenerträge oder erhöhter Marktanteile bis hin zur Marktbeherrschung. Dabei kann es auch zu einem Verdrängungswettbewerb kommen.
Rahmenbedingungen und Kontrolle
Zusammenschlüsse zwischen Unternehmen, die zu einer Erhöhung der Unternehmenskonzentration führen, unterliegen z. B. in Deutschland ab einer gewissen Größe der Fusionskontrolle, um die marktbeherrschende Stellung eines einzelnen Akteurs zu vermeiden. Dabei orientieren sich die Kartellbehörden regelmäßig unter anderem an Schwellenwerten des Herfindahl-Hirschman-Index, um die bestehende Unternehmenskonzentration sowie deren Änderung zu erfassen. Eine erhöhte Konzentration durch struktur- und konjunkturell bedingte Faktoren, oder im Allgemeinen durch internes Wachstum der Unternehmen, unterliegt zunächst keiner Beschränkung. Gewachsene monopolistische oder stark oligopolistische Marktstrukturen sind im europäischen und nordamerikanischen Raum nicht verboten. Möglicherweise unterliegen Unternehmen mit marktbeherrschender Stellung aber besonderen Regulierungen sowie einer Missbrauchsaufsicht (so z. B. im deutschen und europäischen Recht).
In der Bundesrepublik Deutschland wird neben diesen rechtlichen Möglichkeiten auch eine unabhängige Beobachtung der Unternehmenskonzentration vorgenommen. Seit ihrer Bildung im Jahr 1974 gehört es zu den gesetzlich festgeschriebenen Aufgaben der Monopolkommission, den Stand und die absehbare Entwicklung der Unternehmenskonzentration in Deutschland zu beurteilen. Dazu wird gemäß dem gesetzlichen Auftrag nach § 44 GWB alle zwei Jahre ein Hauptgutachten erstellt, in dem unter anderem ausführlich zu Themen der Unternehmenskonzentration berichtet wird.
Vor- und Nachteile der Unternehmenskonzentration
In der ökonomischen Theorie wird weithin angenommen, dass eine erhöhte Unternehmenskonzentration Kartelle begünstigen kann, die im Regelfall wettbewerbsbeeinträchtigend wirken und häufig zu Lasten der Konsumenten gehen (und daher in vielen Rechtsräumen im Grundsatz verboten sind). Auch kann fortschreitende Unternehmenskonzentration möglicherweise zu einem Anstieg von Marktmacht der betreffenden Unternehmen führen, welche sich ebenfalls zum Nachteil von Konsumenten oder existierender sowie potenzieller Wettbewerber auswirken kann. Fortschreitende Konzentration kann dabei aber auch Ausdruck einer Verschiebung der Produktion hin zu den Unternehmen in einem Markt sein, die am effizientesten und kostengünstigsten produzieren können, was wiederum den Käufern zugutekommen kann. Insgesamt kann es bei fortschreitender Unternehmenskonzentration sowohl durch internes Wachstum der Marktanteile wie auch durch Fusionen zu einer Reihe von positiven und negativen volkswirtschaftlichen oder betriebswirtschaftlichen Effekten kommen. Für die Vor- und Nachteile speziell von Zusammenschlüssen siehe Fusion.
Vorteile sind insbesondere:
- In konzentrierteren Märkten können finanzielle und personelle Ressourcen für Forschung und Entwicklung gebündelt und Forschungs- und Entwicklungskosten gesenkt werden.
- Großunternehmen können möglicherweise Skaleneffekte nutzen und so kostengünstiger produzieren.
- Unternehmen in konzentrierteren Märkten sind möglicherweise robuster gegenüber Konjunkturschwankungen.
- Unternehmen in konzentrierteren Märkten haben möglicherweise besseren Zugang zu Krediten und anderen Finanzierungsmöglichkeiten.

Nachteile sind unter anderem:
- Unternehmenskonzentration kann zu Marktmacht führen, in deren Folge Kunden und Lieferanten in ein Abhängigkeitsverhältnis geraten können. Dies kann zur Ausnutzung von Marktmacht, z. B. durch hohe Preise, führen (Siehe auch Missbrauchsaufsicht).
- Fortschreitende Unternehmenskonzentration kann möglicherweise selbst verstärkend wirken. Dominante Firmen haben eher die Macht, Konkurrenten aus dem Markt zu drängen (Dumpingpreise) oder Markteintrittsbarrieren für potenzielle Wettbewerber zu erhöhen.

Nach verbreiteter Auffassung kommt den von der Konzentration bedrohten kleinen und mittleren Unternehmen eine ganz besonders staatserhaltene oder sogar staatstragende Funktion zu. So schrieb das Bundeskartellamt in seinem Jahresbericht für 1958:

„Der Prozeß fortschreitender Konzentration bedeute die Zerstörung ‚der Mitte’, der Selbständigen mit bescheidenen und mittleren Einkommen, mit Eigentum, Verantwortung und den Bürgertugenden, ohne die eine freie und geordnete Gesellschaft auf die Dauer nicht existieren kann.“